# Popiratelné šifrování
Popiratelné šifrování je termín, kterým se v kryptografii a steganografii označují techniky, které uživatelům dovolí hodnověrně popřít, že daná data jsou zašifrována. Takové odmítnutí může, ale i nemusí, být pravdivé a technické řešení systému právě takovou situaci dovolí. Řešení buď umožní kompletně zamaskovat zašifrovaná data (techniky steganografie) tak, že není jasné, zda tato existují, nebo umožní vytvořit iluzi, že uživatel nezná příslušný dešifrovací klíč.

## Funkce
Popiratelné šifrování dovoluje dešifrovat šifrovaný blok dat do několika smysluplných zpráv v závislosti na použitém dešifrovacím klíči. To vede k tomu, že je velice obtížné prokázat, kolik takových dešifrovacích klíčů existuje a tudíž také najít všechny možné zprávy uložené v zašifrovaném bloku dat.
Smysl termínu "popiratelné šifrování" byl poprvé uveden Julianem Assangem & Ralfem Weinmannem v jejich souborovém systému Rubberhose a dále popsaném v odborném článku od autorů Ran Canetti, Cynthia Dwork, Moni Naor, a Rafail Ostrovsky z roku 1996. Patří do taktiky hodnověrného popření, který se obecně využívá např. v politice.